# Nils Gyllenstierna

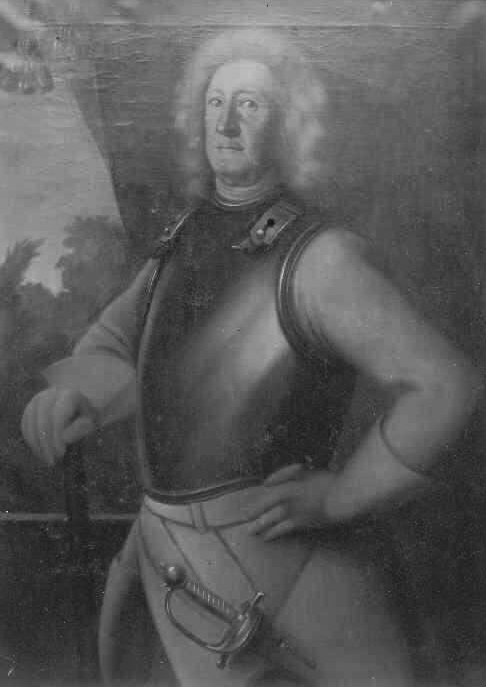
Nils Gyllenstierna (Porträt von David von Krafft)

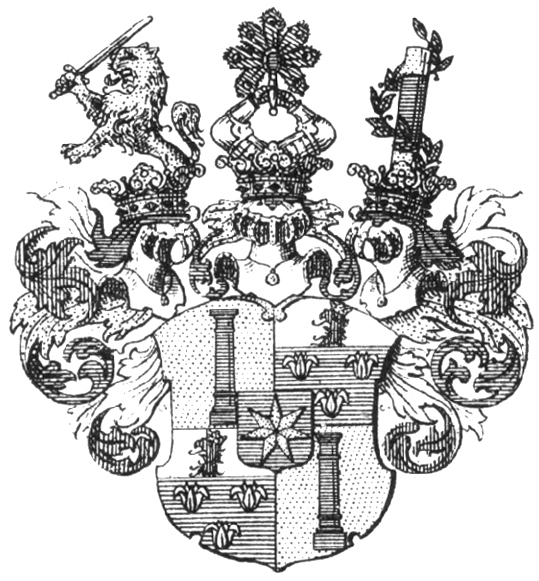
Wappen der Grafen Gyllenstierna af Fogelvik

Nils Gyllenstierna (deutsch: Nikolaus Gyldenstern), ab 1706 Graf Gyllenstierna af Fogelvik (* 13. Oktober 1648 in Wismar; † 30. März 1720 in Stockholm) war ein schwedischer Feldmarschall und von 1698 bis 1710 Generalgouverneur der Herzogtümer Bremen und Verden.

## Leben
Gyllenstierna war Sohn des Vize-Kommandanten in Wismar Karl Freiherr Gyllenstierna af Lundholm († 1650) und dessen Ehefrau Sidonia Mannersköld († 1656). Da seine Eltern früh starben, wurde er von seinem Onkel Johan Freiherr Gyllenstierna af Lundholm (1617–1690), der 1662 Präsident des Wismarer Tribunals wurde, erzogen. Nach seiner Schulbildung schrieb Gyllenstierna sich am 17. Mai 1662 als Student an der Universität Uppsala ein. 1663 ging er an die Universität Rostock und später an die Universität Königsberg.
Im Jahr 1666 trat er während des Zweiten Bremisch-Schwedischen Krieges in das schwedische Heer ein und diente in der Leibkompanie des Grafen Carl Gustav Wrangel. 1667 wurde er zum Fähnrich im Regiment Kalmar ernannt und noch im gleichen Jahr zum Leutnant im Regiment des Grafen Dohna befördert. 1668 wurde er im selben Regiment Hauptmann. Von 1669 bis 1672 bereiste er Europa.
Im Juli 1672, zu Beginn des Holländischen Krieges, marschierte Gyllenstierna mit der Armee des Fürstbischofs von Münster, Christoph Bernhard von Galen, in die Niederlande ein und nahm an der erfolglosen Belagerung Groningens teil. 1673 wurde er Major im Regiment des Obersten Göran Ulfsparre († 1700) in holländischen Diensten und dort 1674 zum Oberstleutnant befördert.
Im Nordischen Krieg kehrte er zurück nach Schweden und wurde am 11. August 1676 Oberstleutnant eines Dragoner-Regiments. 1677 leitete er als Oberst ein selbstaufgestelltes Regiment zu Pferde. Nach dem Frieden von Lund übernahm er am 12. November 1679 ein Norddänisches Kavallerie-Regiment.
Am 26. April 1693 wurde er zum Generalmajor der Kavallerie und Landshövding der Provinz Jönköpings län ernannt. Am 22. Juli 1696 wurde Gyllenstierna Generalleutnant und Gouverneur von Wismar. Am 4. Juli 1698 wurde er General der Kavallerie und Generalgouverneur der Herzogtümer Bremen und Verden. Als solcher wurde er 1699 in die St. Antonii-Brüderschaft in Stade aufgenommen. Am 15. November 1699 wurde er Befehlsherr über alle schwedischen Truppen in Deutschland.
Als der Große Nordische Krieg im Jahr 1700 ausbrach, setzte Gyllenstierna mit 10.000 Mann über die Elbe und schlug die dänischen Truppen bei Reinbek. 1702 verstärkte er die Truppen des Königs Karl XII. in Polen mit 12.000 Mann. 1705 wurde er zum Königlichen Rat ernannt und am 20. Juni 1706 als Gyllenstierna af Fogelvik in den schwedischen Grafenstand erhoben.
Während der Unruhen in Hamburg im Jahr 1708 besetzte er mit niedersächsischen Truppen die Stadt. Am 30. November 1709 wurde Gyllenstierna zum Feldmarschall und am 30. August 1710 zum Präsidenten des schwedischen Kriegskollegiums ernannt. Von 1714 bis 1719 war er Oberbefehlshaber der Truppen in der schwedischen Provinz Schonen.
Gyllenstierna starb am 30. März 1720 in Stockholm und wurde am 7. April 1720 in der Ulrika Eleonora-Kirche in Kungsholmen begraben.